# Aleksandrs Starkovs

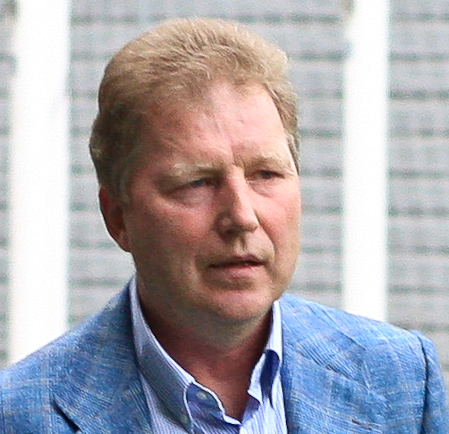
Aleksandrs Starkovs (2010)

Aleksandrs Starkovs (* 26. Juli 1955 in Madona; russisch Александр Петрович Старков, Alexander Petrowitsch Starkow)  ist ein ehemaliger lettischer Fußballspieler und heutiger Trainer. Als Trainer leitete er Skonto Riga und Spartak Moskau.
Starkovs trainiert Skonto von 1992 bis 2004 und die lettische Nationalmannschaft von 2001 bis 2004. Den letzten Posten übernahm er nach desaströsen Ergebnissen der Nationalmannschaft bei den Qualifikationsspielen für die Weltmeisterschaft 2002 und führte sie zu ihrem größten Erfolg, der Qualifikation für die Europameisterschaft 2004 mit einem Sieg über den WM-Dritten Türkei. Nach diesem Erfolg als Nationaltrainer wechselte er zu Spartak Moskau, musste aber im April 2006 aufgrund von Fanprotesten zurücktreten. Von 2007 bis 2013 hatte er erneut das Amt des lettischen Nationaltrainers inne.
Als aktiver Spieler, war Starkovs als Stürmer tätig und verbrachte fast seine gesamte Karriere bei Daugava Rīga, wo er 110 Tore in 301 Spielen erzielen konnte.
Im November 2003 wurde er anlässlich des UEFA-Jubiläums vom lettischen Verband zum Golden Player Lettlands ernannt, dem besten Spieler der vergangenen 50 Jahre.
Im April 2017 übernahm er nochmals das Traineramt bei der lettischen Nationalmannschaft. Nach der blamablen Niederlage am 25. März 2018 gegen Gibraltar (0:1) wurde Starkovs am 3. April vom lettischen Verband entlassen.